# Leon Czolgosz
Leon Frank Czolgosz (5. května 1873, Detroit, Michigan – 29. října 1901) byl atentátníkem, jenž zabil amerického prezidenta Williama McKinleyho.

## Motivy
Leon F. Czolgosz se narodil roku 1873 v michiganském Detroitu, jako dítě polských přistěhovalců. Jeho rodina měla celkem sedm dětí. Roku 1881 se odstěhovali do Clevelandu v Ohiu. Leon opustil rodinu už ve svých deseti letech. Spolu s dvěma bratry našel práci v jedné válcovně drátů, kde docházelo často ke stávkám. Poté, co zažil vícero srážek mezi stávkujícími dělníky a policií, se v roce 1898 nervově zhroutil a vrátil se ke své rodině. Czolgosz odvrhl katolictví, které hrálo prim v jeho rodině, a často se dostával do sporů se svou nevlastní matkou. Stále více se odcizoval své rodině. Stal se přívržencem Emmy Goldman, často navštěvoval její veřejná vystoupení. Díky tomuto vlivu se Czolgosz nadchl myšlenkou anarchismu. 29. července 1900 spáchal italský anarchista Gaetano Bresci atentát na italského krále Umberta I., což Czolgoszovi velmi imponovalo. Rozhodl se zabít amerického prezidenta.

## Atentát
V srpnu roku 1901 odjel do Buffala, kde se ubytoval v blízkosti panamerické výstavy. 2. září si koupil revolver a 5. září pozoroval prezidenta Williama McKinleyho během jeho veřejného vystoupení. 6. září se pak mohl po prezidentově řeči v Temple of Music dostat do McKinleyho blízkosti. Revolver skryl do kapesníku a postavil se mezi ty, kdo si chtěli s prezidentem potřást rukou. Ačkoliv byl prezident chráněn padesáti osobními strážci, podařilo se Czolgoszovi dvakrát z revolveru vystřelit. Prezidentova ochranka ho ihned strhla k zemi a takřka by se pustila do lynče, kdyby ji od toho nezdržel těžce zraněný prezident (Go easy with him, boys!). McKinley byl zasažen oběma výstřely. Ačkoliv se v první chvíli nezdálo, že ho zranění ohrožují na životě, jeho stav se rychle zhoršil. O osm dní později následkům atentátu podlehl.

## Rozsudek
Po relativně krátkém procesu byl Leon Czolgosz odsouzen k smrti na elektrickém křesle, rozsudek byl proveden 29. října 1901. Jeho poslední slova byla údajně:
„I killed the President because he was the enemy of the good people — the good working people. I am not sorry for my crime“.
„Zabil jsem prezidenta, protože to byl nepřítel dobrých lidí – dobrých, pracujících lidí. Můj zločin mě nemrzí.“
V rakvi bylo jeho tělo polito kyselinou sírovou, která ho během čtyřiadvaceti hodin rozložila.